# Людвікув (гміна Ґомбін)
Людвікув (пол. Ludwików) — село в Польщі, у гміні Гомбін Плоцького повіту Мазовецького воєводства.
Населення — 196 осіб (2011).
У 1975-1998 роках село належало до Плоцького воєводства.

## Демографія
Демографічна структура станом на 31 березня 2011 року:
|          | Загалом | Допрацездатний вік | Працездатний вік | Постпрацездатний вік |
| -------- | ------- | ------------------ | ---------------- | -------------------- |
| Чоловіки | 105     | 19                 | 73               | 13                   |
| Жінки    | 91      | 14                 | 57               | 20                   |
| Разом    | 196     | 33                 | 130              | 33                   |